# سیلویا فاولس
سیلویا فاولس (انگلیسی: Sylvia Fowles؛ زادهٔ ۶ اکتبر ۱۹۸۵) یک بازیکن بسکتبال اهل ایالات متحده آمریکا است.
وی در مسابقات کشوری و بین‌المللی در مجموع برندهٔ ۴ مدال طلا شده‌است.